# Elena Kaliská
Elena Kaliská (* 19. ledna 1972 Zvolen) je slovenská vodní slalomářka, kajakářka závodící v kategorii K1.
Je držitelkou dvou zlatých, dvou stříbrných a jedné bronzové medaile z mistrovství světa. Na evropských šampionátech získala celkem 15 cenných kovů, z toho osmi zlatých. Šestkrát vyhrála celkové pořadí Světového poháru v závodech K1. Čtyřikrát startovala na letní olympiádě, v Atlantě 1996 byla devatenáctá, na LOH 2000 v Sydney dojela čtvrtá. Dvě zlaté medaile získala v roce 2004 v Athénách a v Pekingu 2008. Stala se tak první sportovkyní v historii samostatného Slovenska, která získala zlatou olympijskou medaili. Během slavnostního ceremoniálu na olympiádě v Pekingu nesla slovenskou vlajku.

## Sportovní úspěchy
Olympijské hry
- olympijská vítězka K1: 2004, 2008

Mistrovství světa
- mistryně světa K1: 2005
- mistryně světa K1 hlídky: 2011
- 2. místo K1: 2007
- 2. místo K1 hlídky: 2009
- 3. místo K1 hlídky: 2014

Mistrovství Evropy
- mistryně Evropy K1: 1998, 2002, 2004, 2006, 2009
- mistryně Evropy K1 hlídky: 2000, 2005, 2006
- 2. místo K1 hlídky: 2002, 2007, 2008, 2009
- 3. místo K1: 1996
- 3. místo K1 hlídky: 2011, 2012, 2016

Světový pohár
- celková vítězka K1 v letech 2000, 2001, 2003, 2004, 2005, 2006